# Mortal Shell
『Mortal Shell』（モータル・シェル）は、Cold Symmetryによって開発され、Playstackから発売のアクションRPGソフトである。

## 概要
戦士達の遺骸（Mortal Shell）に憑依して敵に挑んでいく高難易度ダークファンタジーアクションRPGである。
2020年8月18日にWindows（Steam）、PlayStation 4、Xbox One向けに発売し、2021年3月4日にはリマスター版『Mortal Shell: Enhanced Edition』がPlayStation 5、Xbox Series X/S向けに発売された。2021年3月4日にAmazon Lunaで利用できるようになった。
日本語版は2021年5月20日にDMM GAMESからPlayStation 4はDL専用で又PlayStation 5はパッケージ版とDL版として発売された。